# Открытая дорога (фильм, 2009)
Карлтон Гарретт (Джастин Тимберлейк) не совсем удачливый игрок небольшой бейсбольной команды. Карлтон вырос без отца, зная лишь что Кайл Гарретт (Джефф Бриджес) легендарный бейсбольный игрок. У матери Карлтона порок сердца и она ставит ему условие, что ляжет на операцию если он организует ей встречу с отцом. Карлтону ничего не остаётся как отправиться на поиски отца и доставить его любым способом к матери через полстраны. В этой поездке ему придётся узнать своего отца и попытаться разобраться в себе.